# Kế hoạch kinh tế

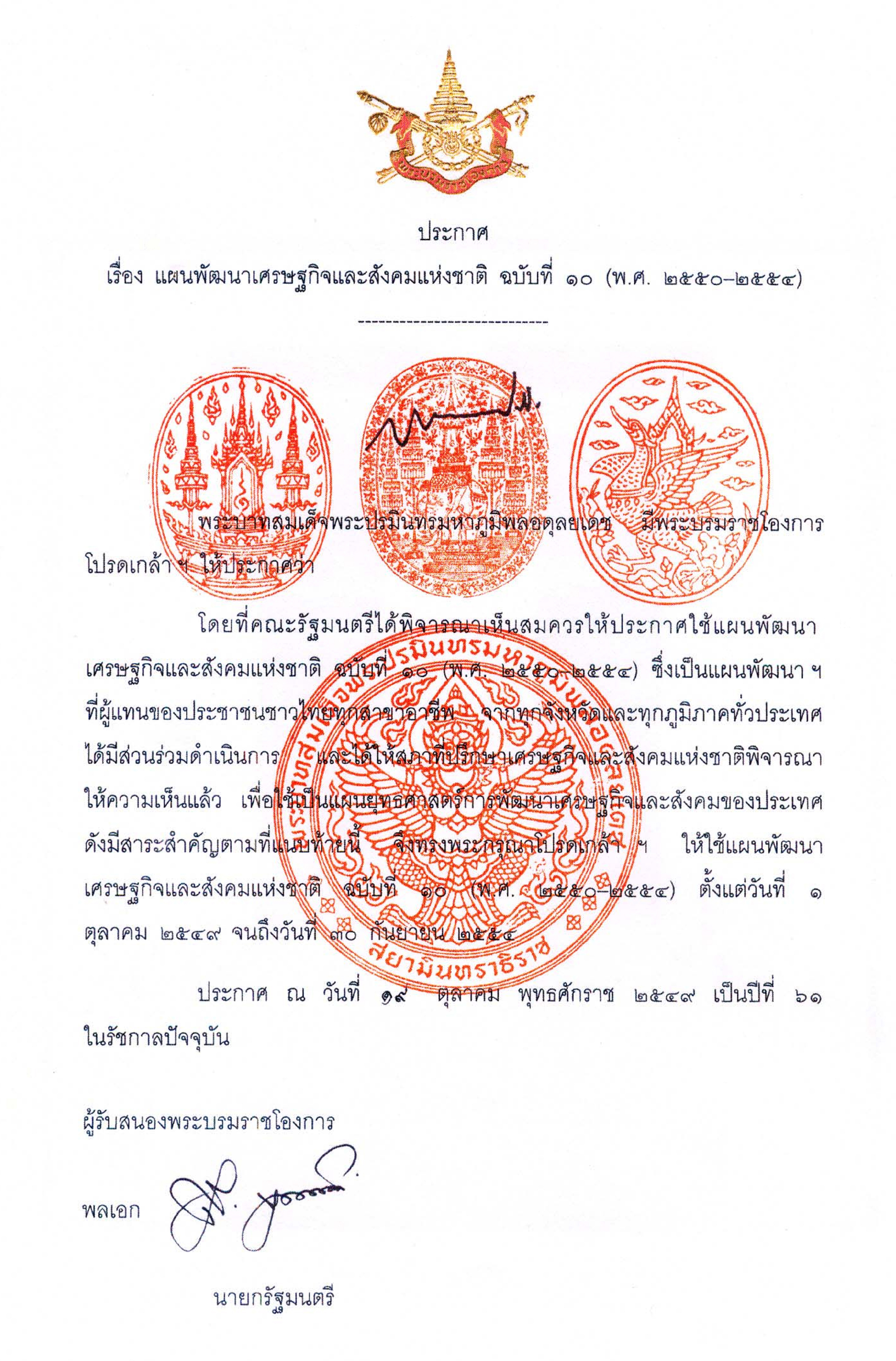
Một bản Kế hoạch kinh tế-xã hội (2007-2011) của Chính quyền Thái Lan

Kế hoạch kinh tế (Economic planning) hay còn gọi là việc lập kế hoạch kinh tế, ở góc độ quản lý nhà nước thì đây là hoạt động xây dựng kế hoạch kinh tế - xã hội là một cơ chế phân bổ tài nguyên dựa trên quy trình được tính toán bố trí nguồn lực để giải quyết vấn đề một cách tối đa hóa, cơ chế này được ràng buộc bằng quy trình "đến hẹn lại lên" để có được giải pháp của nó. Lập kế hoạch là một cơ chế phân bổ nguồn lực giữa và trong các tổ chức trái ngược với cơ chế thị trường. Đây là một cơ chế phân bổ theo cơ chế vận hành của chủ nghĩa xã hội, kế hoạch kinh tế thay thế thị trường yếu tố bằng quy trình phân bổ trực tiếp các nguồn lực trong một nhóm liên kết của các tổ chức sở hữu xã hội cùng nhau tạo thành bộ máy sản xuất của nền kinh tế.
Có nhiều hình thức lập kế hoạch kinh tế khác nhau tùy theo thủ tục và cách tiếp cận cụ thể của chúng. Mức độ tập trung hoặc phân cấp trong việc ra quyết định phụ thuộc vào loại cơ chế lập kế hoạch cụ thể được sử dụng. Ngoài ra, người ta có thể phân biệt giữa kế hoạch tập trung và kế hoạch phi tập trung. Một nền kinh tế chủ yếu dựa vào kế hoạch hóa được gọi là nền kinh tế kế hoạch. Trong nền kinh tế kế hoạch hóa tập trung, việc phân bổ nguồn lực được xác định bởi một kế hoạch sản xuất toàn diện trong đó xác định rõ các yêu cầu đầu ra. Việc lập kế hoạch cũng có thể dưới hình thức lập kế hoạch dự kiến trong nền kinh tế dựa trên thị trường, trong đó nhà nước sử dụng các công cụ thị trường để thúc đẩy các công ty độc lập đạt được các mục tiêu phát triển.

## Đại cương
Có thể phân biệt giữa kế hoạch hóa các nguồn lực và kế hoạch tài chính (được chính phủ và các công ty tư nhân trong cơ chế chủ nghĩa tư bản thực hiện). Lập kế hoạch nguồn lực liên quan đến việc lập kế hoạch và phối hợp kinh tế được thực hiện theo các đơn vị vật chất tách rời trong khi lập kế hoạch tài chính liên quan đến các kế hoạch được xây dựng theo đơn vị tài chính (nguồn tiền). Các hình thức kế hoạch hóa kinh tế khác nhau đã được thể hiện trong các mô hình khác nhau của chủ nghĩa xã hội. Những phạm vi này từ các hệ thống lập kế hoạch phi tập trung dựa trên việc ra quyết định tập thể và thông tin phân tách đến các hệ thống lập kế hoạch tập trung được thực hiện bởi các chuyên gia kỹ thuật sử dụng thông tin tổng hợp để xây dựng kế hoạch sản xuất. Trong một nền kinh tế xã hội chủ nghĩa phát triển đầy đủ, các kỹ sư và chuyên gia kỹ thuật, được giám sát hoặc bổ nhiệm một cách dân chủ, sẽ điều phối nền kinh tế về mặt đơn vị vật chất mà không cần hoặc sử dụng tính toán dựa trên cơ sở tài chính. Nền kinh tế của Liên Xô chưa bao giờ đạt đến giai đoạn phát triển này nên đã lập kế hoạch kinh tế về mặt tài chính trong suốt thời gian tồn tại của mình.
Việc lập kế hoạch phát triển kinh tế xã hội trong nền kinh tế thị trường gắn bó chặt với các nguồn lực xã hội và nguồn lực tài chính để có thể tối đa hóa hiệu quả sử dụng nguồn lực trong quá trình thực hiện. Công tác lập kế hoạch phát triển kinh tế xã hội gắn với nguồn lực tài chính được phân tích trên 3 khía cạnh: quy trình lập, nội dung các bản kế hoạch và phương pháp lập kế hoạch phát triển kinh tế xã hội. Phương pháp lập kế hoạch phát triển được đánh giá dựa trên 3 khía cạnh: phương pháp xây dựng nội dung thuyết minh của bản kế hoạch, phương pháp tính toán các chỉ tiêu và phương pháp dự báo nhu cầu nguồn lực và dự toán ngân sách trong kế hoạch phát triển kinh tế xã hội. Phương pháp xây dựng nội dung thuyết minh của bản kế hoạch còn hạn chế do chưa phát triển đầy đủ hệ thống thông tin cần thiết để thông kê phân tích, đánh giá thực trạng phát triển kinh tế xã hội, chưa có sự so sánh chéo hay so sánh tương quan giữa các chỉ tiêu (thông qua hệ số co giãn).
Các công cụ phổ biến hỗ trợ công tác phân tích, đánh giá thực trạng như phân tích môi trường bên trong-bên ngoài, phân tích cây vấn đề, cây mục tiêu chưa được sử dụng phổ biến. Điểm hạn chế trong phương pháp đánh giá thực trạng là thiếu đánh giá về hiệu quả sử dụng các nguồn lực tài chính thông qua đánh giá hiệu quả các dự án đầu tư công, đánh giá hiệu quả, hiệu lực của các chính sách, chương trình hành động đang triển khai theo khung logic, phân tích lợi ích–chi phí hay qua ý kiến phản hồi đánh giá lợi/hại (lợi bât cập hại) của các bên liên quan. Việc xác định mục tiêu kế hoạch chưa mang tính đột phá mà vẫn còn dàn trải trên tất cả các ngành và có sự lặp đi lặp lại qua nhiều giai đoạn, chưa có điểm nhấn, chưa hình thành những mối liên kết rõ ràng với sự sẵn có về nguồn lực. Các giải pháp kế hoạch mang tính chất mơ hồ, chưa rõ nét, khó hiện thực hóa. Các giải pháp chưa gắn với nguồn kinh phí thực hiện nên chưa tạo ra sự gắn kết giữa kế hoạch phát triển với nguồn lực tài chính.
Phương pháp tính toán các chỉ tiêu còn chưa khoa học, các chỉ tiêu kế hoạch là các chỉ tiêu định lượng, cần áp dụng các phương pháp dự báo khoa học để tính toán nhưng các chỉ tiêu trong bản kế hoạch đều được đưa ra dựa trên kinh nghiệm, so sánh năm trước - năm sau, các chỉ tiêu đề ra chưa khoa học, thiếu chính xác, mâu thuẫn giữa các chỉ tiêu kế hoạch. Phương pháp dự báo nhu cầu nguồn lực và dự toán ngân sách trong kế hoạch phát triển kinh tế xã hội hạn chế do bị hạn chế trong phương pháp xác định các chỉ tiêu kế hoạch nên việc dự báo nhu cầu nguồn lực tài chính. Chưa có các hàm thể hiện mối tương quan giữa các mục tiêu phát triển với nguồn lực tài chính nên có tình trạng cân đối thiếu nguồn lực, chưa huy động và sử dụng có hiệu quả nguồn lực xã hội để thực hiện các mục tiêu kế hoạch. Từ đó dẫn tới một thực tế là danh mục các dự án kèm theo các bản kế hoạch phát triển kinh tế xã hội mới chỉ dựa trên nguồn lực sẵn có, một vài nhu cầu cấp thiết mà chưa giải quyết vấn đề liệu các dự án có khả thi, hiệu quả, có ý nghĩa, dự án có được thẩm định về lợi ích–chi phí, lợi ích kinh tế-xã hội. Danh mục dự án cũng rơi vào tình trạng phải bổ sung, thay đổi nhiều lần do chưa dự báo hết các nguồn lực cũng như chưa bao phủ được hết các nhu cầu cấp thiết của địa phương trong kỳ kế hoạch.